# آدام براون (بازیگر)
آدام براون (انگلیسی: Adam Brown؛ زادهٔ ۲۹ مهٔ ۱۹۸۰) هنرپیشه و کمدین اهل کشور بریتانیا است. وی در شهر لندن زندگی می‌کند و آشکارا همجنسگرا است.

## قسمتی از فیلمشناسی
- هابیت: یک سفر غیرمنتظره
- هابیت: برهوت اسماگ
- هابیت: نبرد پنج سپاه